# Mon gosse (film, 1958)
Pour le film de 1934, voir Mon gosse.
Pour plus de détails, voir Fiche technique et Distribution.
Mon gosse (Totò e Marcellino) est un film italien en noir et blanc réalisé par Antonio Musu, sorti en 1958.

## Synopsis
Le petit Marcellino voit sa mère mourir puis assiste à son enterrement. Un pauvre musicien de rue, affectueusement appelé par ses concitoyens « le professeur », voit le petit Marcellino suivre le cercueil de sa mère ; il décide d'adopter l'enfant en se faisant passer pour son oncle. Les deux vivent heureux et ensemble jusqu'à ce que le véritable oncle de Marcellino, un homme avide et cruel, découvre la vérité sur son petit-fils ; il envoie Marcellino dans une maison de correction...

## Fiche technique
- Titre français : Mon gosse
- Titre original : Totò e Marcellino
- Réalisation : Antonio Musu
- Scénario : Pasquale Festa Campanile, Massimo Franciosa
- Photographie : Renato Del Frate
- Montage : Otello Colangeli
- Musique : Carlo Rustichelli
- Producteur : Luigi Rovere
- Société de production : C.I.C.C., Euro International Film
- Société de distribution : Euro International Film (EIA)
- Pays de production : Italie
- Langue : italien
- Format : noir et blanc — pellicule : 35 mm — 1,37:1 — son : Mono (RCA Victor System)
- Genre : comédie
- Durée : 98 min
- Dates de sortie : 
  - Italie : 22 avril 1958
  - France : 27 juillet 1960

## Distribution
- Totò : le professeur
- Pablito Calvo : Marcellino Merini
- Fanfulla : l'oncle Alvaro Merini
- Jone Salinas : Ardea
- Memmo Carotenuto : Zeffirino
- Wandisa Guida : l'instituteur
- Nanda Primavera : Rosina
- Amelia Perrella : sœur Amalia
- Marianne Leibl : la comtesse
- Salvatore Campochiaro : l'avocat
- Carlo Conti : Niño